# Никитский монастырь (Москва)
Ники́тский монасты́рь — женский монастырь в Москве в честь св. Никиты Мученика, существовавший в 1582—1929 годах и практически полностью уничтоженный в 1930-х годах при строительстве Никитской электроподстанции метро (Б. Никитская ул., 7/10).

## История

### Допетровское время
Не позднее 1534 года на месте будущего Никитского монастыря была построена церковь великомученика Никиты у Ямского двора с Введенским приделом. Храм был двухстолпным. При разборке в 1930 году выяснилось, что он был большей частью построен из итальянского кирпича.
При этой церкви в 1582 году боярином Никитой Романовым (дедом царя Михаила Фёдоровича) был основан Никитский монастырь. После этого проходившая рядом Волоцкая (или Новгородская) улица стала называться Большой Никитской; она была частью дороги к Волоку Ламскому и Великому Новгороду, сформировавшейся в XIV-XVI веках.
В 1682 году монастырь был опустошён пожаром, после чего пострадавшая церковь Никиты была основательно перестроена и расширена (например, заново возведён Введенский придел).

### Российская империя
В начале XVIII века в монастыре была построена каменная колокольня. В 1750-х годах архитектором Д. В. Ухтомским сооружены корпуса келий. В 1764 году обитель была зачислена в третий класс по штату.
В 1767 году к ней была приписана стоявшая неподалёку и бывшая прежде приходской Дмитриевская церковь. Первый деревянный храм в честь св. Димитрия Солунского, стоявший на этом месте, был выстроен в год основания монастыря (1582 год — год рождения царевича Димитрия, и, возможно, посвящение церкви вызвано этим событием). В 1629 году деревянный храм сгорел и в середине XVII столетия церковь была выстроена вновь в камне. В начале XVIII столетия было переделано завершение Дмитриевской церкви: её украсил новый шестигранный барабан.
Никитский монастырь сильно пострадал в 1812 году: ценности обители были разграблены и выгорели все строения, кроме Дмитриевской церкви. Монастырь был предназначен к упразднению архиепископом Августином, однако восстановлен на частные пожертвования.
В 1833 году к Никитскому собору пристроен придел Николая Чудотворца. В 1861 году на месте разобранной колокольни XVIII века архитектором М. Д. Быковским была заложена новая колокольня с церковью Воскресенья Словущего (освящена в июле 1868 года). В 1877 году возле ворот монастыря устроена часовня во имя великомученика Никиты. В 1894 году вновь освящена церковь великомученика Дмитрия Солунского, стоявшая без службы в 1812—1894 годах.
До революции в монастыре хранилась священная реликвия — частица пальца св. Никиты.
В 1904 году в деревне Катюшки Московской губернии устроен храм Серафима Саровского — подворье Никитского монастыря. При нём выстроена церковная школа на 50 детей. Женская Никито-Романовская церковно-приходская школа, а также монастырская богадельня были и при самом монастыре в Москве.

### Упразднение и разрушение монастыря
Монастырь закрыт в 1920-х годах. Некоторое время после закрытия в его зданиях ещё жили монахини (под началом игуменьи Агнесы и казначеи сестры Серафимы), а на колокольне бывшего монастыря регулярно звонил звонарь-виртуоз К. К. Сараджев. В 1929 году из московского архива были изъяты некоторые сохранившиеся документы, ценные в историческом отношении (ныне хранятся в Главархиве Москвы), впрочем, основная часть архива была утрачена в 1920-е годы.
После закрытия здания бывшей обители переданы Московскому университету, а в 1930—1933 годах — разобраны. В 1935 году на месте бывшего монастыря построено здание Никитской электроподстанции (архитектор Д. Ф. Фридман). Сохранился лишь небольшой фрагмент монастырской ограды и один корпус келий, занятый с 1990 года Центральным управлением рыбной экологии и нормативов.

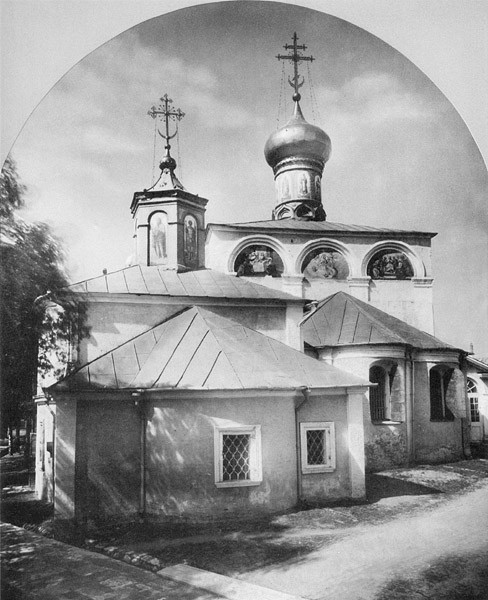
Церковь Дмитрия Солунского (XVII—XVIII века) и Церковь великомученика Никиты (1682)
Сохранившийся корпус келий бывшего Никитского монастыря

## Сохранившиеся строения. Топонимическая память
- Остатки южной стены.
- Корпус келий (1755—1756), архитектор Д. В. Ухтомский (Б. Кисловский переулок, 10).
- Московский Никитский монастырь дал название Большой Никитской и Малой Никитской улицам, Никитскому переулку; когда-то существовали названные в честь монастыря Никитские ворота Белого города, благодаря которым получили свои названия Площадь Никитские Ворота и Театр «У Никитских ворот».